# 紫长尾蜂鸟
紫长尾蜂鸟（学名：Aglaiocercus coelestis），是雨燕目蜂鸟科的一种鸟类。
紫长尾蜂鸟体重约5.61克，翼长约62毫米，嘴峰长约18.5毫米，喙宽度约2毫米，喙厚度约1.7毫米，跗蹠长约5.8毫米，尾长约92.2毫米。紫长尾蜂鸟在其分布区内为留鸟，其栖息在半开放的高大树木组成的森林中，食性为草食性，主要食物来源是植物的花蜜。

## 亚种
- ：分布于哥伦比亚的安第斯山脉地区和厄瓜多尔北部的太平洋沿海地区。
- ：分布于厄瓜多尔西南部的安第斯山脉。[4]